# Mikojan-Goerevitsj MiG-21
De Mikojan-Goerevitsj MiG-21 (NAVO-codenaam: Fishbed / Mongol) is een type jachtvliegtuig uit de Sovjet-Unie van het ontwerpbureau Mikojan-Goerevitsj (afgekort MiG).

## Geschiedenis
Opdracht werd gegeven voor een lichte dagjager en na anderhalf jaar was het ontwerp klaar. De MiG-21 maakte zijn eerste vlucht op 14 juni 1956 en werd in 1959 officieel voorgesteld. Het is een zeer succesvol vliegtuig gebleken en werd voortdurend aangepast met nieuwe elektronica als radar en wapengeleiding. In de jaren 70 was het zelfs het meest gebruikte gevechtsvliegtuig ter wereld; ongeveer 10 000 exemplaren zijn er gebouwd. Het toestel werd ook ingezet tijdens de Vietnamoorlog. Naast in de Sovjet-Unie werd de MiG-21 ook in het voormalige Tsjechoslowakije gemaakt door Aero als Z-159.
Het toestel op de foto (versie MF) werd speciaal voor de export gebouwd en is voorzien van een Toemanski R-25 turbojet.

## Galerij

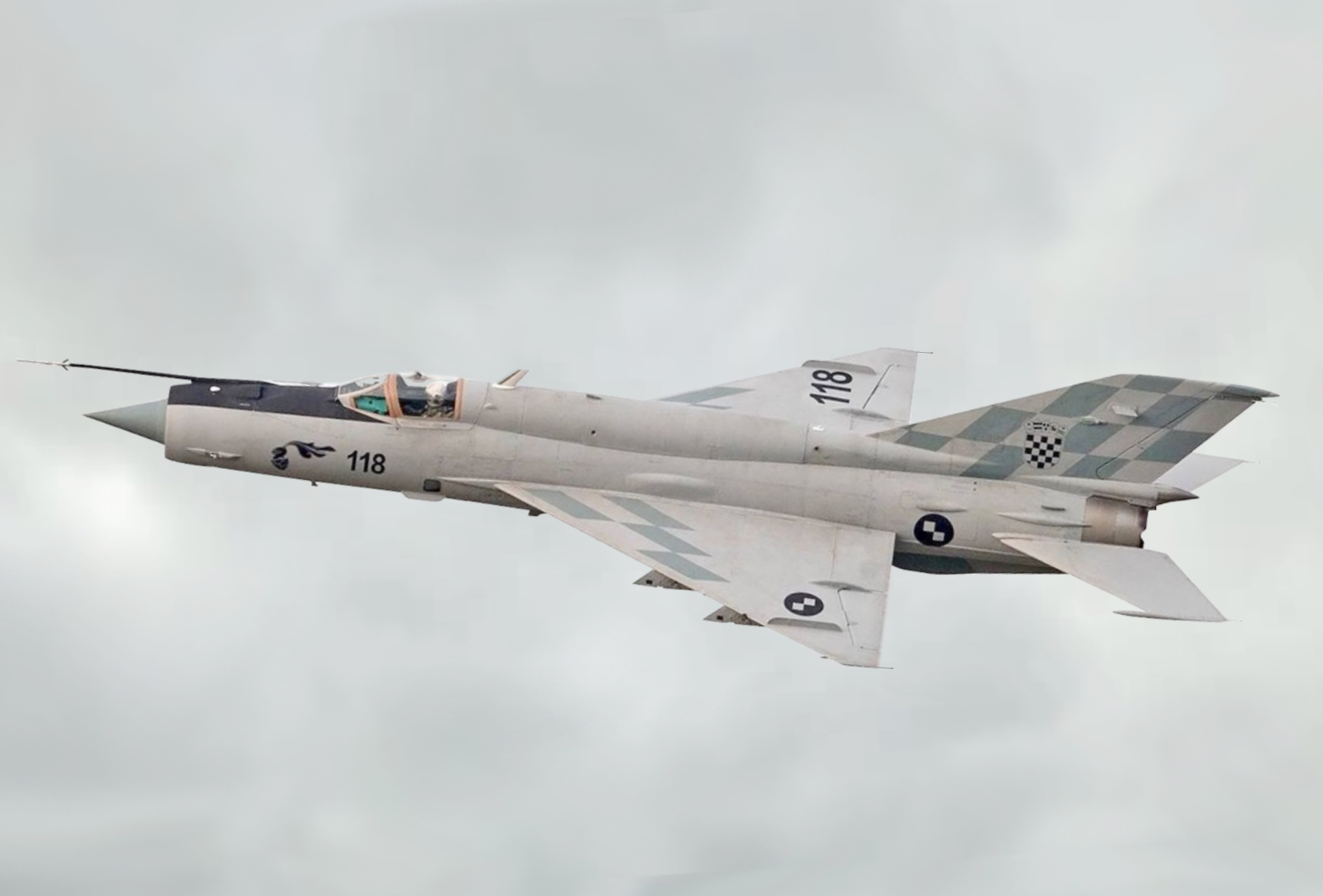
Kroatische MiG-21
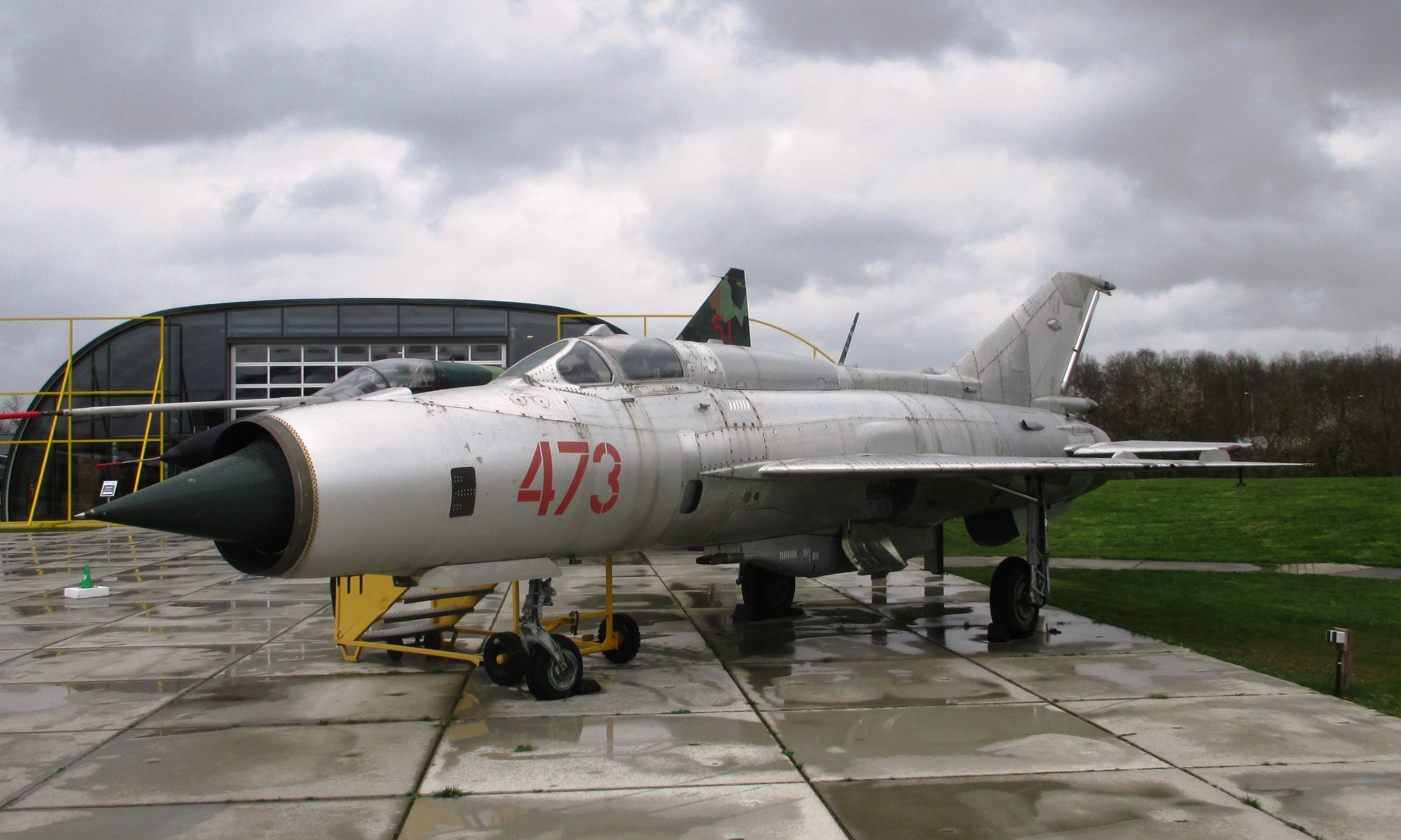
MiG-21 - Collectie Aviodrome Lelystad
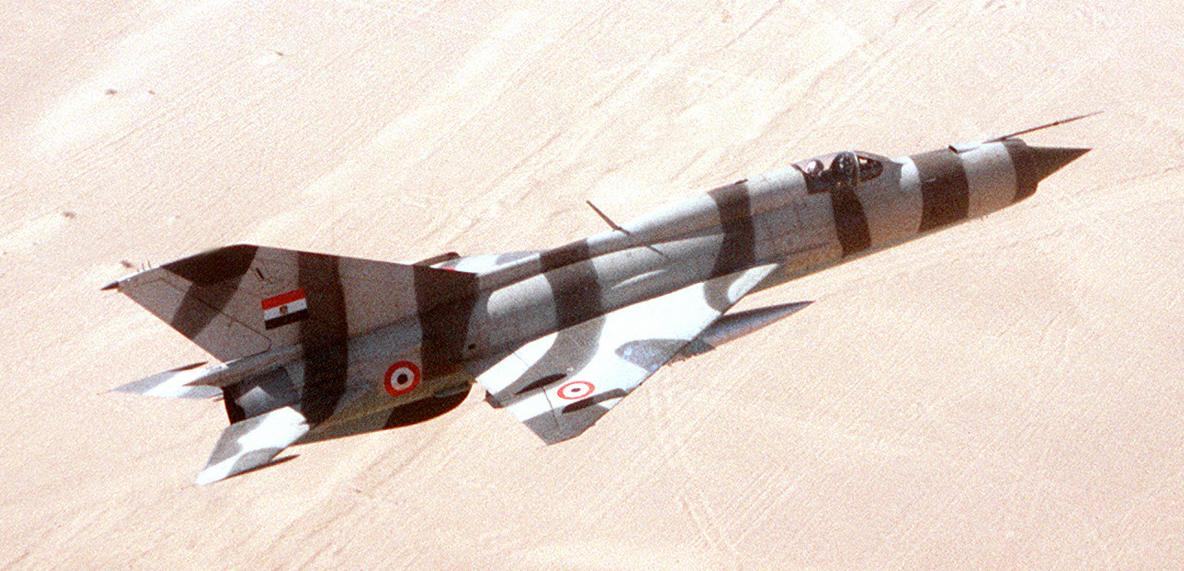
Egyptische MiG-21 boven de woestijn (1981)